# Gudröd av Skåne
Gudröd Haraldsson (fornvästnordiska Guðröðr) var enligt Ynglingasagan en skånsk kung som levde på 600-talet. Hans bror sägs ha varit Halvdan snjalli, som var far till Ivar vidfamne (Ívarr víðfaðmi). I Hervarar saga, liksom i Hversu Noregr byggðist, sägs Halvdan – och därmed förmodligen också brodern Gudröd – ha varit son till Harald den gamle (Haraldr gamli), som troligen var Gudröds företrädare på Skånes tron. Halvdans mor, som – om bröderna var helsyskon – även var Gudröds, var Hild Heidreksdotter. Hennes farfar var den mäktige Angantyr, kung över Reidgotaland.
Gudröd Skånekung gifte sig med Åsa illråda från Svíþjóð. Hon var dotter till Ingjald illråde och hade samma skaplynne som sin far, varför hon fick samma tillnamn. Hon vållade att Gudröd dräpte sin bror Halvdan, står det i Ynglingasagan, och sedan vållade hon också att Gudröd själv blev dräpt. Hur detta skedde och varför omtalas inte.
Ivar vidfamne återvände till Skåne för att överta den lediga kungakronan. Där samlade han en stor här för att utkräva hämnd för Halvdans död. Åsa befann sig hos sin far på Ränninge, när budet kom att Ivar nalkades med en övermakt så stor att de insåg att allt försvar var utsiktslöst. De fattade då beslutet att supa hirdmännen fulla och sedan sätta fyr på salen. ”Där brann salen, och alla som var därinne blev innebrända med konung Ingjald och Åsa”, summerar Ynglingasagan.